# Warwick
Warwick (/ˈwɒrɪk/ⓘ) – miasto i civil parish w Anglii, w regionie West Midlands, stolica hrabstwa Warwickshire, w dystrykcie Warwick. Położone nad rzeką Avon, 18 km (11 mil) na południe od Coventry i 4 km (2,5 mili) na zachód od Royal Leamington Spa. Według spisu powszechnego z 2011 r. civil parish zamieszkiwało 30 114 osób.
W mieście Warwick rozwinął się przemysł energetyczny (National Grid), wysokiej technologii (IBM) oraz spożywczy. Warwick zostało wspomniane w Domesday Book (1086) jako Waru(u)ic.
Atrakcje turystyczne:
- coroczny cykl festiwali, obejmujący m.in. "Spoken Word to Classical and Contemporary Music", "Folk Festival" i "Victorian Evening" (przełom listopada i grudnia)
- zamek w Warwick – średniowieczny zamek

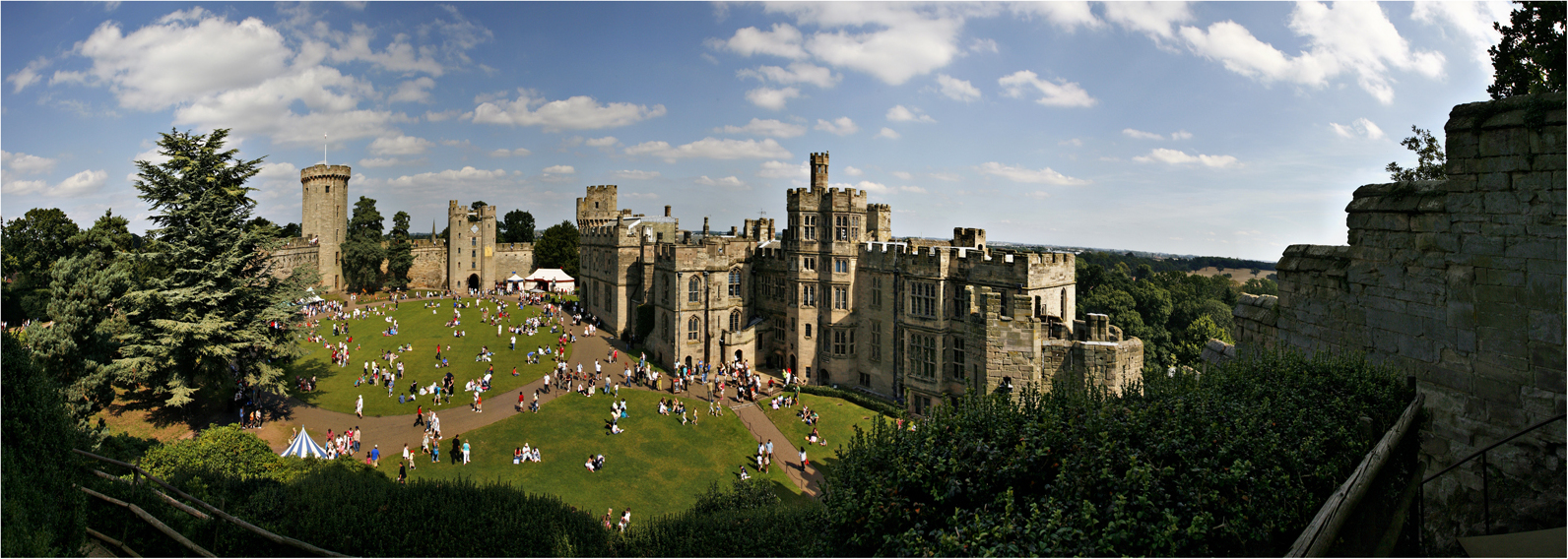
Warwick Castle
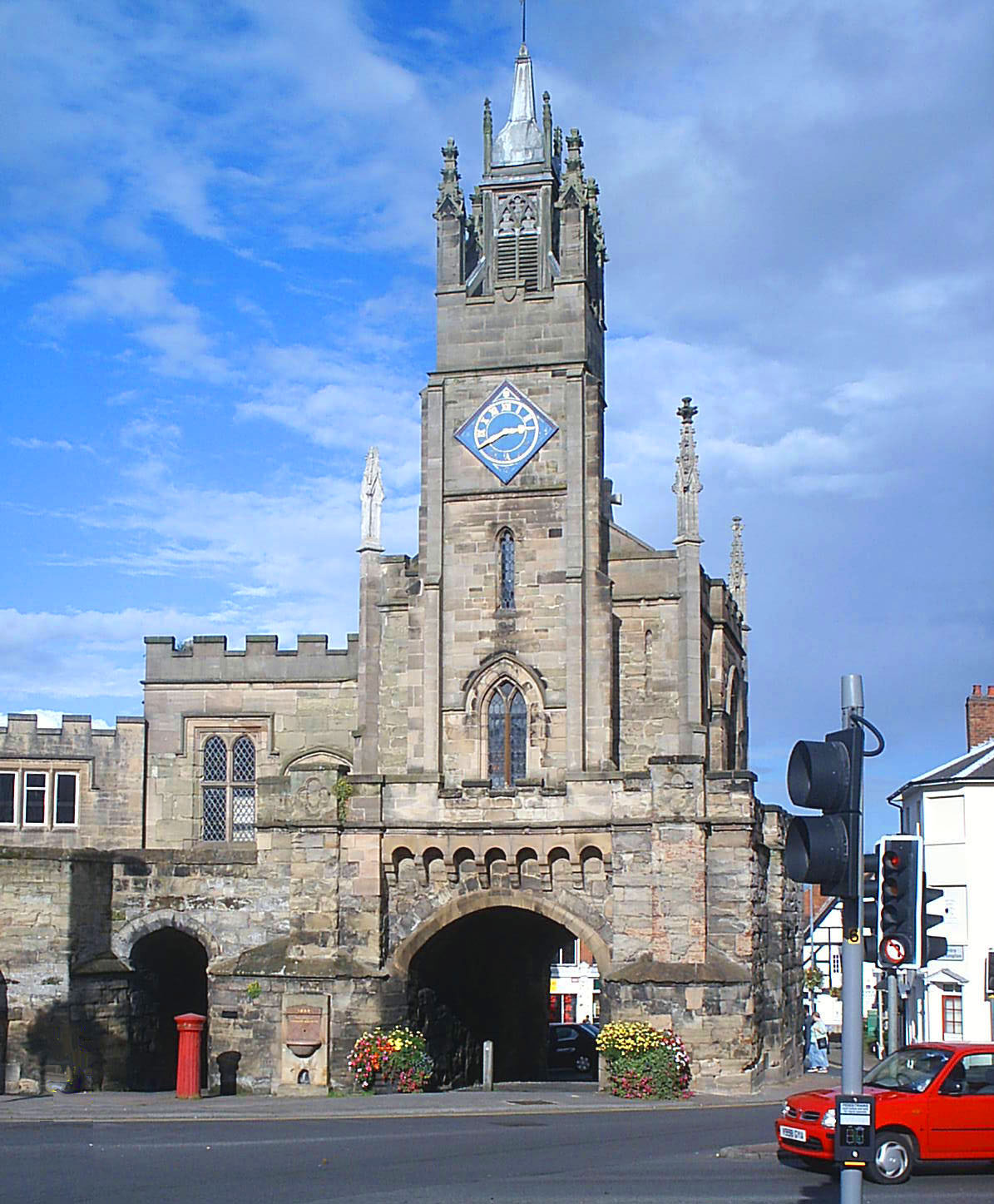
Brama wschodnia
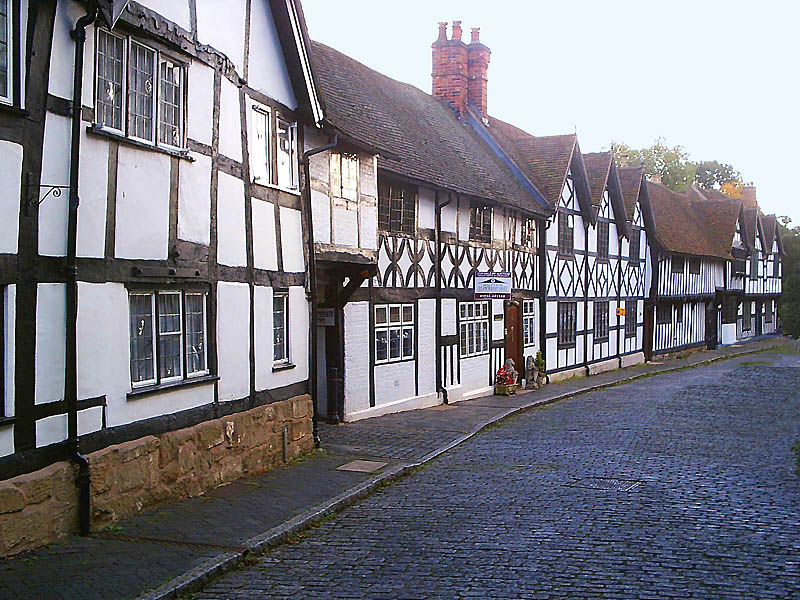
Mill Street w Warwick
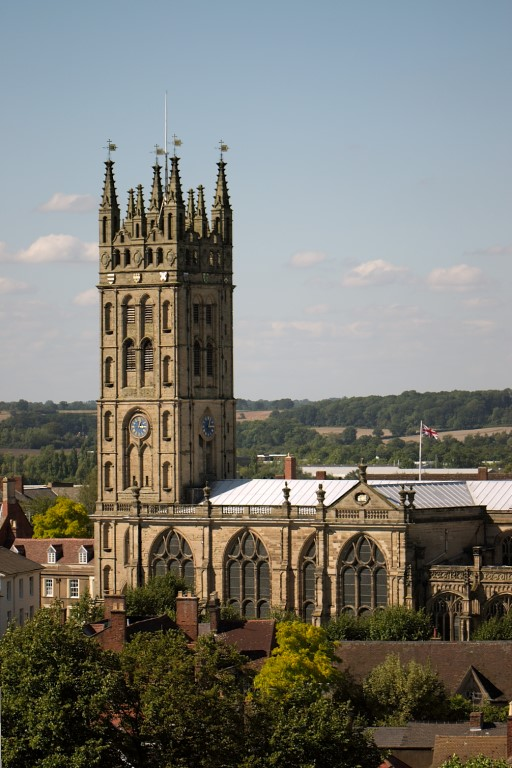
Kościół kolegialny św. Marii
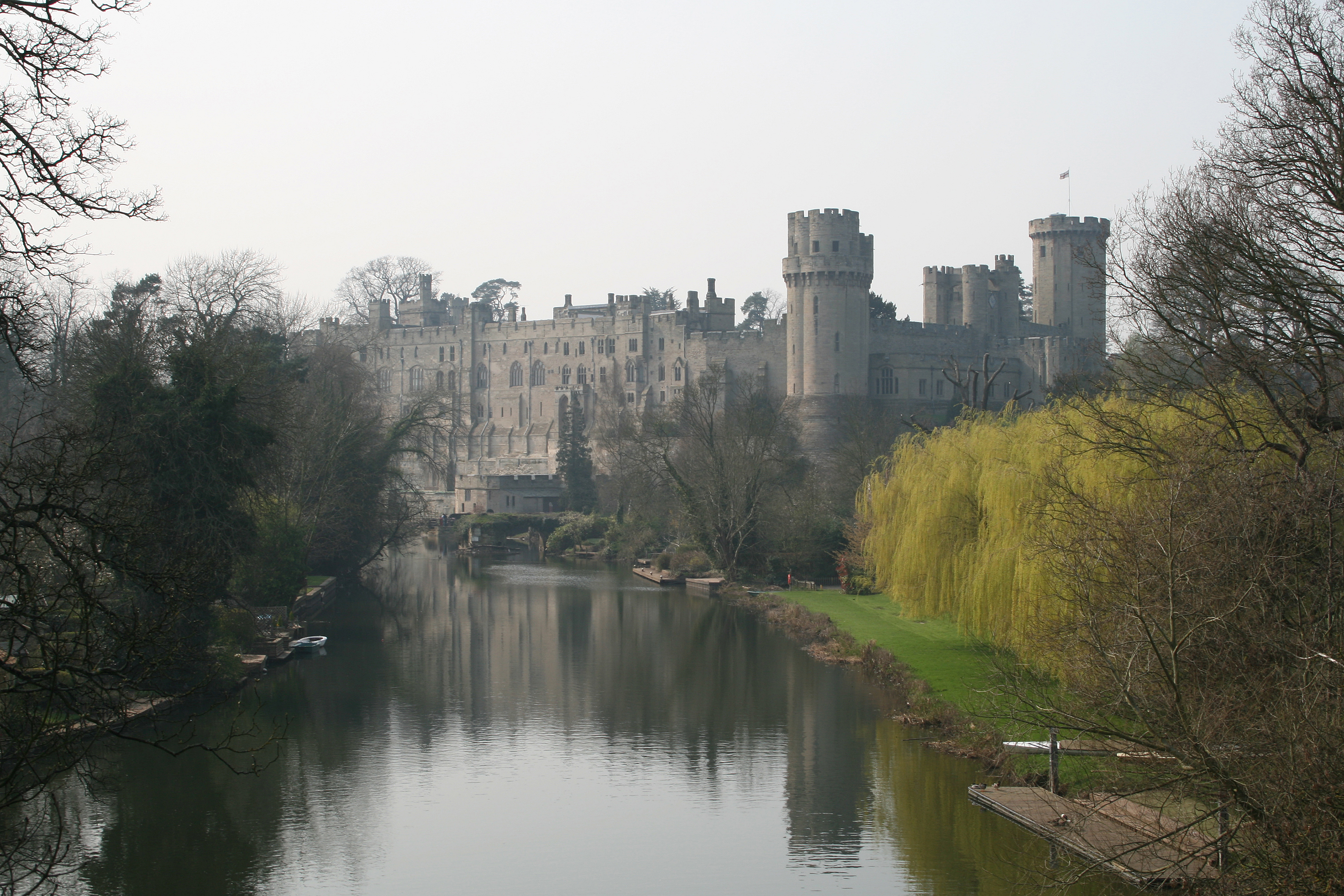
Warwick Castle

## Miasta partnerskie
- Saumur, Francja
- Verden, Niemcy
- Warwick, Nowy Jork, USA
- Warwick, Rhode Island, USA
- Warwick, Australia